# Заслуженный деятель физической культуры БССР
Заслу́женный деятель физи́ческой культу́ры БССР — почётное звание Белорусской ССР. Установлено 24 января 1967 года.
Почетное звание «Заслуженный деятель физической культуры БССР» присваивалось организаторам физкультурного движения, работникам коллективов физической культуры, физкультурных организаций, учреждений образования, работающих в сфере физического воспитания и спорта, за заслуги в развитии физической культуры и спорта, в организационно-методической, учебно-тренировочной, воспитательной, инженерно-технической, научно-педагогической и хозяйственной деятельности, совершенствовании систем физического воспитания населения, массового спорта, спорта высших достижений.